# Patrocle
Patrocle (in greco antico: Πατροκλῆς?, Patrocle; 312 a.C. – 270 a.C.) è stato un militare e geografo macedone antico.
Generale dell'esercito macedone, Patrocle si dedicava anche alla scrittura di tomi di geografia dell'allora Regno di Macedonia.
Servì sotto i re seleucidi Seleuco I e Antioco I durante alcuni decenni, diventando anche governatore di Babilonia sotto Seleuco Nicatore. Esplorò il mar Caspio, giungendo alla conclusione che fosse un golfo o una insenatura; era quindi possibile entrarvi via mare passando dall'Oceano Indiano.
L'unica informazione sulla sua opera - della quale persino il titolo ci è ignoto - ci viene da Strabone che lo nomina nella Geografia. Come militare, Patrocle era un valido ingegnere; difese Babilonia contro l'esercito di Demetrio I Poliorcete facendo inondare i canali d'irrigazione.
Dopo la morte di Seleuco, Patrocle venne inviato dal figlio del monarca, Antioco, a soffocare una rivolta in Anatolia, ma le sue forze vennero sconfitte dai bitini.